# ナオミ・ベントレー
ナオミ・ベントレーまたはナオミ・ベントリー（Naomi Bentley）は、イングランドの女優。ドラマ『プライミーバル』のほか、White Van Man、Grownups、Dalziel and Pascoe、Casanova に出演したことで知られる。

## キャリア
ベントレーは2004年にウェッバーダグラス演劇学校で3年間の演技コースを修了し、舞台・映画・テレビへの出演を始めた。
2004年に『ホルビー・シティーのエピソードでテレビデビューを果たし、続いて Blue Murder で受付係役を演じた。他に初期の出演では、ロイヤル・ナショナル・シアターで劇 Burn の中心人物を、エディンバラ・フェスティバル・フリンジで Martha Loves Michael のマーサ役を、サウンド・シアターで Beautiful Thing のリーフ役を演じた。
2004年以降のテレビと映画の出演には、Dalziel and Pascoe のマリア・ジャクソン役、Casanova のレオニルダ役、Grownups のレイチェル役、チャンネル4の映画『キングダム・ソルジャーズ －砂漠の敵－』のシェリー役があった。ITVで2008年3月と4月に放送されたSFドラマ『プライミーバル』シリーズ2では、主人公たちを攪乱するキャロライン・スティール役で出演した。
BBC One の新作コメディドラマ en:Mutual Friends では、マーク・ウォーレン、キーリー・ホーズ、サラ・アレクサンダー、アレクサンダー・アームスロング (コメディアン)と共演した。また、2008年には『法医学捜査班 silent witness』の医学生ホリー・ファー役を演じた。
『奇術探偵ジョナサン・クリーク』の新春スペシャルではマイナ役で出演した。BBC Three のコメディシリーズ White Van Man とITV2のコメディシリーズ Plebs でそれぞれジョエル・フライと共演した。2013年1月に彼女は Miranda でローズ役を演じ、同ねんにはITV1のコメディドラマシリーズ Great Night Out でコリーン役を演じた。

## 作品
| 年   | 題                                    | 役                       | 備考       |
| ---- | ------------------------------------- | ------------------------ | ---------- |
| 2005 | Can You Take It?                      | ダウン                   | ショート   |
| 2006 | 2 January                             | ゾーイ                   |            |
| 2007 | キングダム・ソルジャーズ －砂漠の敵－ | シェリー                 |            |
| 2007 | Under One Roof                        | 多数                     | テレビ映画 |
| 2009 | Mid Life Christmas                    | ディアドレ・ガンバートン | テレビ映画 |

| 年        | 題                                     | 役                               | 備考                                                                                           |
| --------- | -------------------------------------- | -------------------------------- | ---------------------------------------------------------------------------------------------- |
| 2004      | Holby City                             | ステフ・ホーランド               | 1エピソード                                                                                    |
| 2004      | Blue Murder                            | 受付係                           | "Hit and Run"（シリーズ2エピソード1）                                                          |
| 2005      | Casanova                               | レオニルダ                       | ミニシリーズ、1エピソード                                                                      |
| 2006      | Doctors                                | ゾーイ・タイラー                 | 1エピソード                                                                                    |
| 2005-2006 | Dalziel and Pascoe                     | マリア・ジャネット・ジャックソン | 10エピソード                                                                                   |
| 2006      | Snuff Box                              | 美女                             | 1エピソード                                                                                    |
| 2006      | エキストラ:スターに近づけ!             | リンダ                           | 「デヴィッド・ボウイ編」（シリーズ2エピソード2）                                               |
| 2006      | Goldplated                             | ナオミ・グリーングラス           | 8エピソード                                                                                    |
| 2007      | Rush Hour                              | ジョギングをする人、ほか         |                                                                                                |
| 2007      | Grownups                               | レイツェル                       | 6エピソード                                                                                    |
| 2007-2011 | Ideal                                  | レインボー                       | 13エピソード                                                                                   |
| 2008      | プライミーバル                         | キャロライン・スティール         | 6エピソード                                                                                    |
| 2008      | Mutual Friends                         | アニータ                         | 6エピソード                                                                                    |
| 2008      | 法医学捜査班 silent witness            | ホリー・ファー                   | 2エピソード                                                                                    |
| 2009      | 奇術探偵ジョナサン・クリーク           | マイナ                           | 1エピソード                                                                                    |
| 2009      | ニュー・トリックス〜退職デカの事件簿〜 | アリス・ヒル                     | 1エピソード                                                                                    |
| 2010      | Vexed                                  | ローレン・ロバーツ               | 1エピソード                                                                                    |
| 2010-2011 | マイ・ファミリー                       | サシャ                           | "He's Just Not That Into Ben"（シリーズ10エピソード5） "A Night Out"（シリーズ11エピソード11） |
| 2011      | Casualty                               | アニー・マクレーン               | 4エピソード                                                                                    |
| 2011-2012 | White Van Man                          | リズ                             | 13エピソード                                                                                   |
| 2012      | Love Life                              | アレックス                       | 2エピソード                                                                                    |
| 2012      | Vera                                   | ラウラ・デヴァーソン             | 1エピソード                                                                                    |
| 2012      | The Poison Tree                        | ダウン                           | 2エピソード                                                                                    |
| 2013      | Miranda                                | ローズ                           | 3エピソード                                                                                    |
| 2013      | Great Night Out                        | コリーン                         | 6エピソード                                                                                    |
| 2013      | Plebs                                  | ルクレティア                     | 1エピソード                                                                                    |
| 2014      | Mount Pleasant                         | アンジー                         |                                                                                                |